# Joseph J. Dowling
Pour les articles homonymes, voir Dowling.

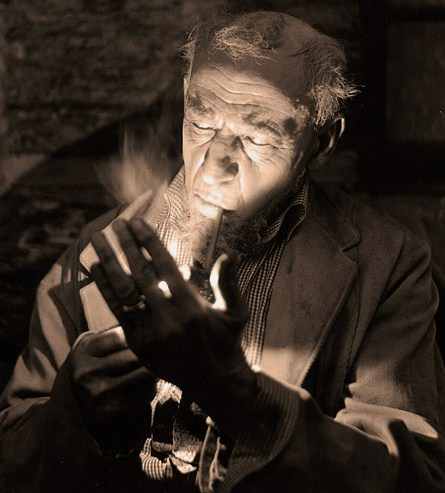
Dans Master of His Home (1917)

Joseph Johnson Dowling, né le 4 septembre 1848 à Pittsburgh (Pennsylvanie) et mort le 8 juillet 1928 à Los Angeles (Californie), est un acteur américain.
Il est généralement crédité Joseph J. Dowling ou Joseph Dowling (parfois, J. J. Dowling ou Joe Dowling).

## Biographie
Joseph J. Dowling contribue à cent-trente-huit films américains sortis de 1913 à 1926, donc exclusivement durant la période du muet. Un de ses premiers est le western Le Serment de Rio Jim de (et avec) William S. Hart, sorti en 1914.
Mentionnons également Le Miracle de George Loane Tucker (1919, avec Lon Chaney et Betty Compson), Le Petit Lord Fauntleroy d'Alfred E. Green et Jack Pickford (version de 1921, avec Mary Pickford dans le rôle-titre et Claude Gillingwater), ou encore Lord Jim de Victor Fleming (version de 1925, avec Percy Marmont dans le rôle-titre et Shirley Mason).

## Filmographie partielle
- 1914 : The Silver Bell de Raymond B. West (court métrage)
- 1914 : Le Serment de Rio Jim (The Bargain) de Reginald Barker
- 1915 : The Shoal Light de Scott Sidney (court métrage)
- 1915 : The Kite de Tom Chatterton (court métrage)
- 1915 : A Confidence Game de Thomas H. Ince et William H. Clifford (court métrage)
- 1915 : The Iron Strain de Reginald Barker
- 1915 : The Scourge of the Desert de William S. Hart (court métrage)
- 1916 : Bullets and Brown Eyes de Scott Sidney
- 1916 : The Apostle of Vengeance de William S. Hart et Clifford Smith
- 1916 : The Stepping Stone de Reginald Barker et Thomas H. Ince
- 1916 : Somewhere in France de Charles Giblyn
- 1916 : The Deserter de Walter Edwards
- 1916 : Home de Raymond B. West
- 1917 : The Square Deal Man de William S. Hart
- 1917 : Master of His Home de Walter Edwards
- 1917 : The Pinch Hitter de Victor Schertzinger
- 1917 : Jim le vif (Sudden Jim) de Victor Schertzinger
- 1917 : The Iced Bullet de Reginald Barker
- 1917 : Wooden Shoes de Raymond B. West
- 1917 : Alimony d'Emmett J. Flynn
- 1918 : A Man's Man d'Oscar Apfel
- 1918 : Carmen of the Klondike de Reginald Barker
- 1918 : Humdrum Brown de Rex Ingram
- 1918 : Free and Equal de Roy William Neill
- 1918 : The Goddess of Lost Lake de Wallace Worsley
- 1918 : Ghost of the Rancho de William Worthington
- 1918 : Madame Qui ? (Madam Who?) de Reginald Barker
- 1918 : A Little Sister of Everybody de Robert Thornby
- 1918 : Wedlock de Wallace Worsley
- 1918 : Maid o' the Storm de Raymond B. West
- 1918 : One Dollar Bid d'Ernest C. Warde
- 1918 : Un garçon parfait (More Trouble) d'Ernest C. Warde
- 1919 : Adele de Wallace Worsley
- 1919 : The Long Lane's Turning de Louis Chaudet
- 1919 : A Man's Country d'Henry Kolker
- 1919 : Le Miracle (The Miracle Man) de George Loane Tucker
- 1919 : Beckoning Roads d'Howard C. Hickman
- 1920 : Big Happiness de Colin Campbell
- 1920 : The U. P. Trail de Jack Conway
- 1920 : The Kentucky Colonel (en) de William A. Seiter
- 1920 : A Splendid Hazard d'Arthur Rosson
- 1920 : Everybody's Sweetheart d'Alan Crosland et Laurence Trimble

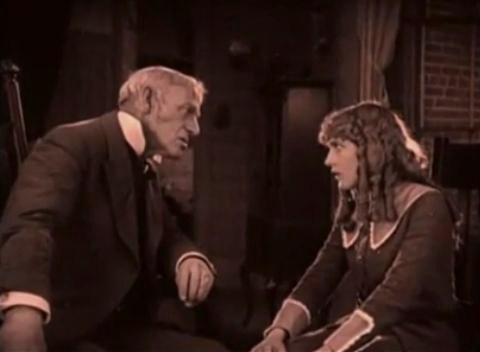
Avec Mary Pickford, dans Le Petit Lord Fauntleroy (1921)

- 1921 : The Spenders de Jack Conway
- 1921 : The Breaking Point de Paul Scardon
- 1921 : The Other Woman d'Edward Sloman
- 1921 : A Certain Rich Man d'Howard C. Hickman
- 1921 : Le Petit Lord Fauntleroy (Little Lord Fauntleroy) d'Alfred E. Green et Jack Pickford
- 1921 : The Sin of Martha Queed d'Allan Dwan
- 1921 : Le Calice (The Grim Comedian) de Frank Lloyd
- 1921 : His Nibs de Gregory La Cava
- 1921 : The Beautiful Liar de Wallace Worsley
- 1922 : The Infidel de James Young
- 1922 : One Clear Call de John M. Stahl
- 1922 : The Girl Who Ran Wild de Rupert Julian
- 1922 : Le Dernier des Don Farel (The Pride of Palomar) de Frank Borzage
- 1922 : Le Bac tragique (Quincy Adams Sawyer) de Clarence G. Badger
- 1922 : The Danger Point de Lloyd Ingraham
- 1923 : Le Secret du 555 (The Girl Who Came Back) de Tom Forman
- 1923 : Enemies of Children de Lillian Ducey et John M. Voshell
- 1923 : Tiger Rose de Sidney Franklin
- 1923 : L'Araignée et la Rose (The Spider and the Rose) de John McDermott
- 1923 : Dollar Devils de Victor Schertzinger
- 1923 : Calvaire d'apôtre (The Christian) de Maurice Tourneur
- 1923 : A Man's Man d'Oscar Apfel
- 1924 : Les Parvenus (The Gaiety Girl) de King Baggot
- 1924 : Mon cœur et mes millions (Her Night of Romance) de Sidney Franklin
- 1924 : Les Naufragées de la vie (Women Who Give) de Reginald Barker
- 1924 : The Law Forbids de Jess Robbins
- 1924 : Her Night Romance de Sidney Franklin
- 1924 : Untamed Youth d'Émile Chautard
- 1924 : Tess of the D'Urbervilles de Marshall Neilan
- 1924 : One Night in Rome de Clarence G. Badger
- 1924 : Those Who Dare de John B. O'Brien
- 1925 : Lord Jim de Victor Fleming
- 1925 : Flower of Night de Paul Bern
- 1925 : L'Or rouge (The Golden Princess) de Clarence G. Badger
- 1925 : Lorraine of the Lions d'Edward Sedgwick
- 1925 : New Lives for Old de Clarence G. Badger
- 1925 : Les Confessions d'une reine (Confessions of a Queen) de Victor Sjöström
- 1926 : The Little Irish Girl (en) de Roy Del Ruth
- 1926 : The Rainmaker de Clarence G. Badger